# Pirke Awot
Pirke Awot lub Pirkej Awot (hebr. ‏פרקי אבות‎  dosł. „sentencje ojców”) –  traktat Miszny w porządku Nezikin, zajmuje się kwestiami etyki. Jest jedynym traktatem Miszny, w którym nie pojawia się ani jedna halacha; nie ma doń też gemary. Traktat zawiera powiedzenia przypisywane różnym rabinom i uczonym, w tym Hillelowi, Szammajowi i Gamalielowi.
Sentencje ojców podzielone są na sześć rozdziałów i rozpoczynają się od historii Tory:

Mojżesz otrzymał Torę na górze Synaj i przekazał ją Jozuemu. Jozue Starszyźnie, ta Prorokom a Prorocy przekazali ją mężom Wielkiego Zgromadzenia.
Pirke Awot są częścią liturgii zarówno w gminach liberalnych, jak i ortodoksyjnych, i są odczytywane w modlitwie minchy w szabat.

## Dalsze cytaty
- Jeśli ja nie będę dbał o siebie, to kto o mnie zadba? Jeśli zaś tylko o siebie dbam, to kimże jestem? A jeśli nie teraz, to kiedy? (I:14)
- Od wielkiego handlu człowiek nie mądrzeje – i tam, gdzie nie ma prawdziwych ludzi, ty postaraj się być człowiekiem. (II:5)
- Sam nie musisz wykonać do końca całej roboty, ale też nie wolno ci jej porzucić. (II:16)